# Kaira sabino
Kaira sabino är en spindelart som beskrevs av Levi 1977. Kaira sabino ingår i släktet Kaira och familjen hjulspindlar. Inga underarter finns listade i Catalogue of Life.